# Telebasis bastiaani
Telebasis bastiaani là một loài chuồn chuồn kim trong họ Coenagrionidae.
Telebasis bastiaani được miêu tả khoa học năm 1996 bởi Bick & Bick.